# Центральне ядро Москва-Сіті
Центральне ядро (рос. Центральное ядро) — одна з найскладніших за конструкцією будівель ММДЦ «Москва-Сіті», розташована на ділянках 6, 7 і 8. Центральне ядро має поділ на 2 частини: підземну і надземну.
У підземну частину конструкції входить центральний пересадочний вузол метрополітену зі станцією «Виставкова», що об'єднує три лінії метро, в тому числі відгалуження Філівської лінії, включену в першу чергу будівництва. Також комплекс буде сполучений зі швидкісною транспортною системою, аеропортами «Шереметьєво» і «Внуково». У підземній частині розташовані також автостоянка на 2750 машиномісць і технічні приміщення. Підземний суспільний простір займає торговий комплекс, що є розвиненою багатофункціональною торговою зоною, а також вестибюлі метро з пішохідними зонами і переходами до будівель, що розташовані на сусідніх ділянках. Із західного боку Центрального Ядра розташована VIP-стоянка.
Наземна частина розділена на три функціональні зони: Готель — на ділянці 8а; Торгово-розважальний комплекс — на ділянках 8б і 7; Кіно-концертний зал місткістю близько 6000 осіб — на ділянці 6.
Готель будують за рахунок залучених коштів, причому обсяг капітальних вкладень складе близько 50-55 млн дол. США. Готель має 5 сходово-ліфтових блоків, що сполучають надземні поверхи готелю з підземними автостоянками та підприємствами торгівлі. На території об'єкта передбачається розмістити апартаменти, ресторани, зимові сади, тераси, технічні та допоміжні приміщення
Торговельно-розважальний комплекс «Афімолл-Сіті» розташований у центральній частині будівлі на ділянках 8б і 7. Він розділений на 4 зони, що відображають концептуально пори року. Обсяг комплексу утворений передніми 5-поверховими 4-модульними обсягами. Комплекс має у своєму складі торгову і виставкову зони, видовищно-розважальну, парк, ковзанка, виставки, підприємства харчування, торгові та розважальні приміщення, галереї, ресторани. Головний рекреаційний простір накрито скляним куполом. Часткове відкриття відбулося у березні 2011 року. Дата урочистого відкриття — 22 травня 2011 року.
Кіноконцертний зал розташований на ділянці 6 і розрахований на проведення значущих видовищних заходів, гала-концертів, форумів, масових святкувань. Круглий у плані зал має трансформовану сценічну частину, розкривається, в разі необхідності. Входи в зал здійснюються через вестибюлі. Обсяг капітальних вкладень складе близько 120—140 млн дол. США. Найбільший у світі годинник прикрасить Концертний зал.

## Галерея

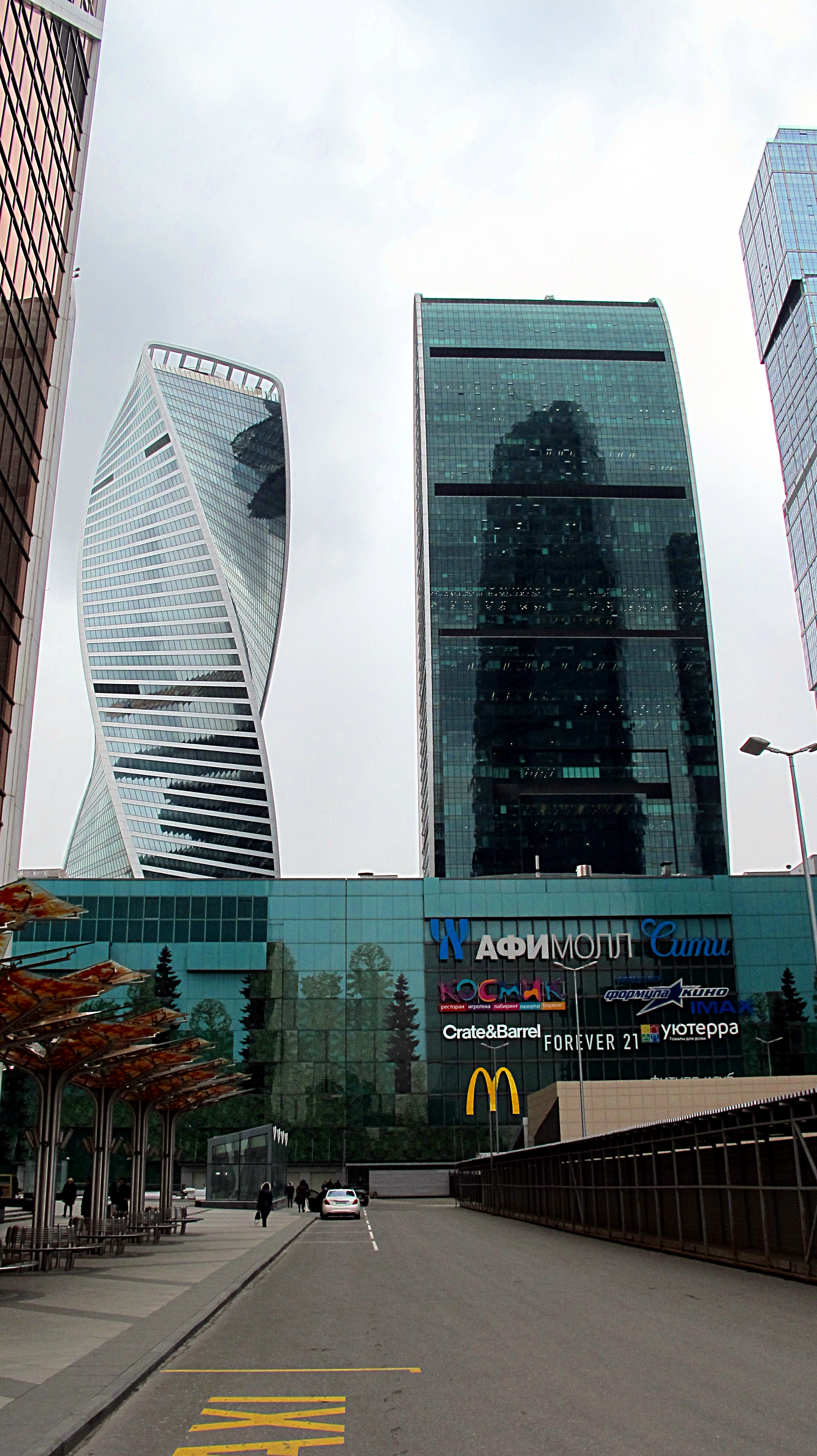
«Афімолл Сіті»
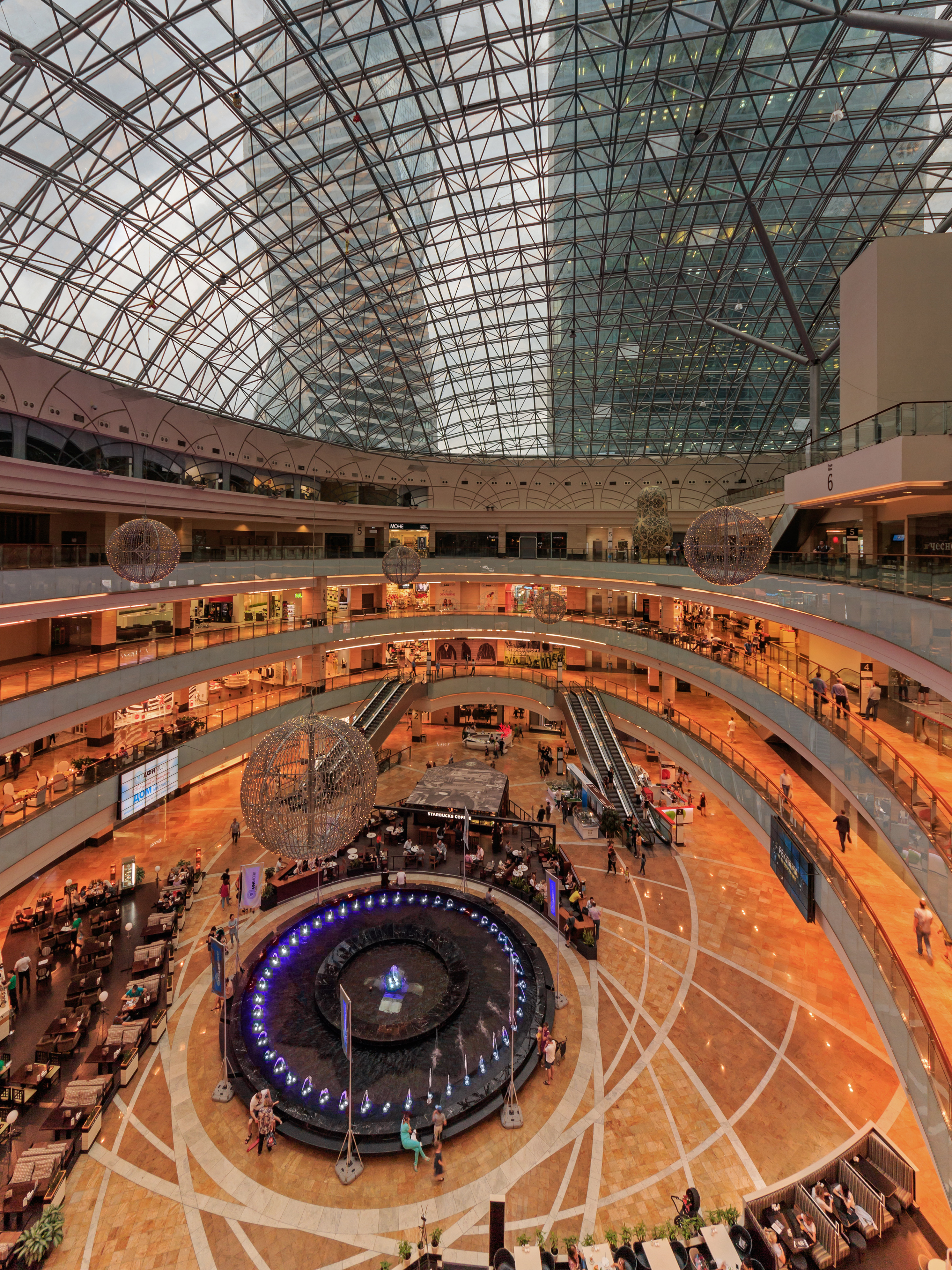
інтер'єр «Афімолл Сіті»
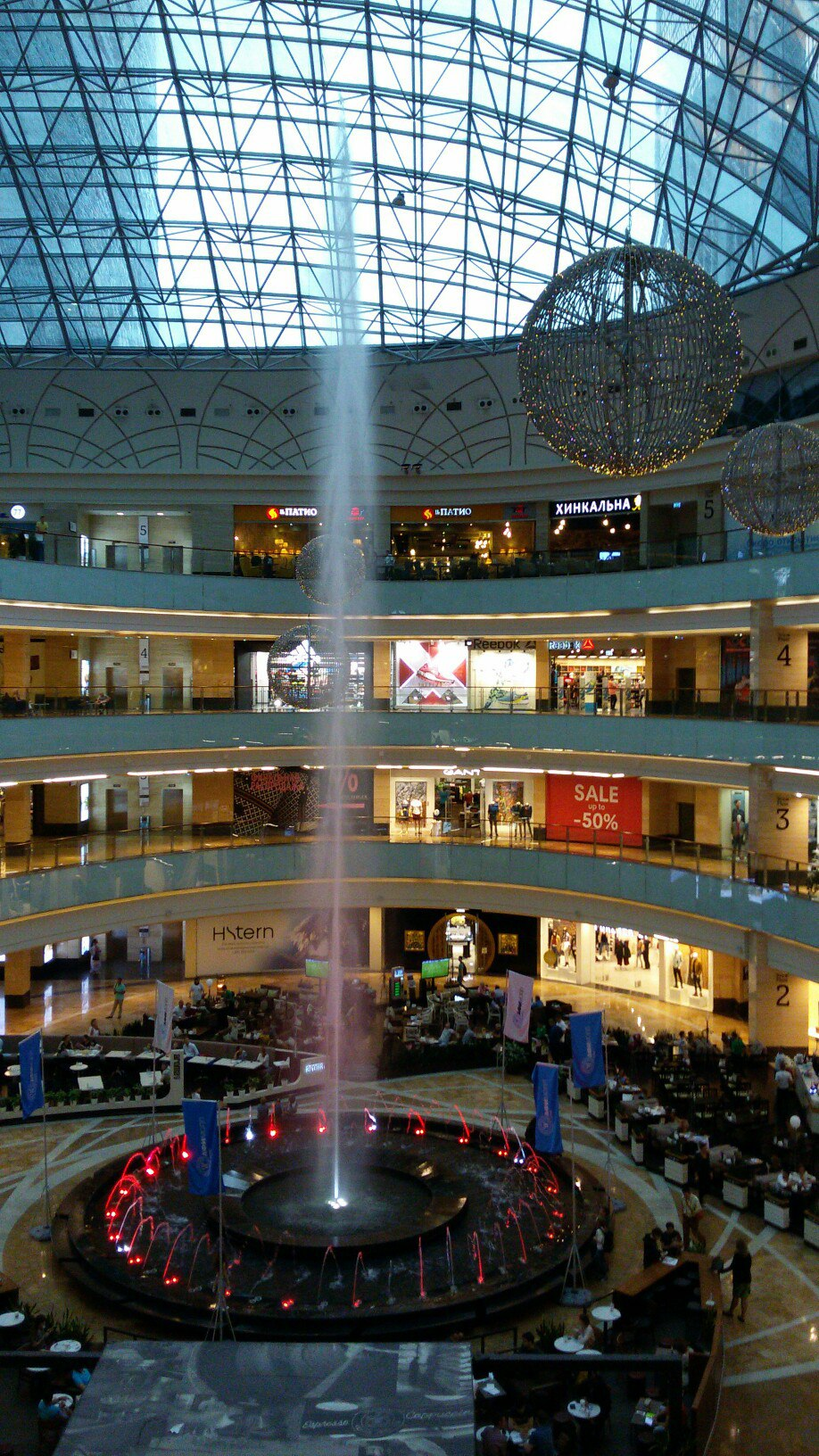
Фонтан в «Афімолл Сіті»
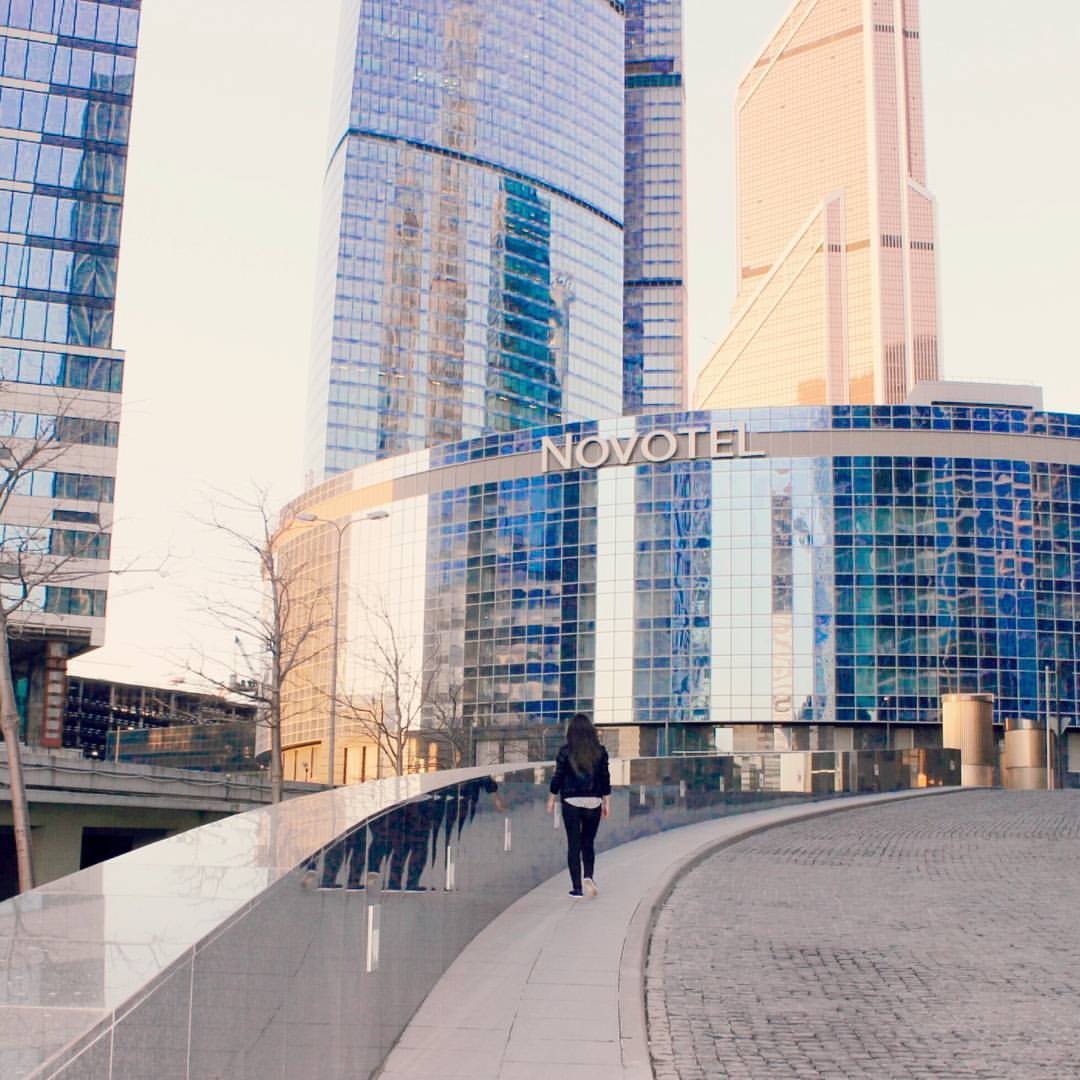
Готель «Novotel»
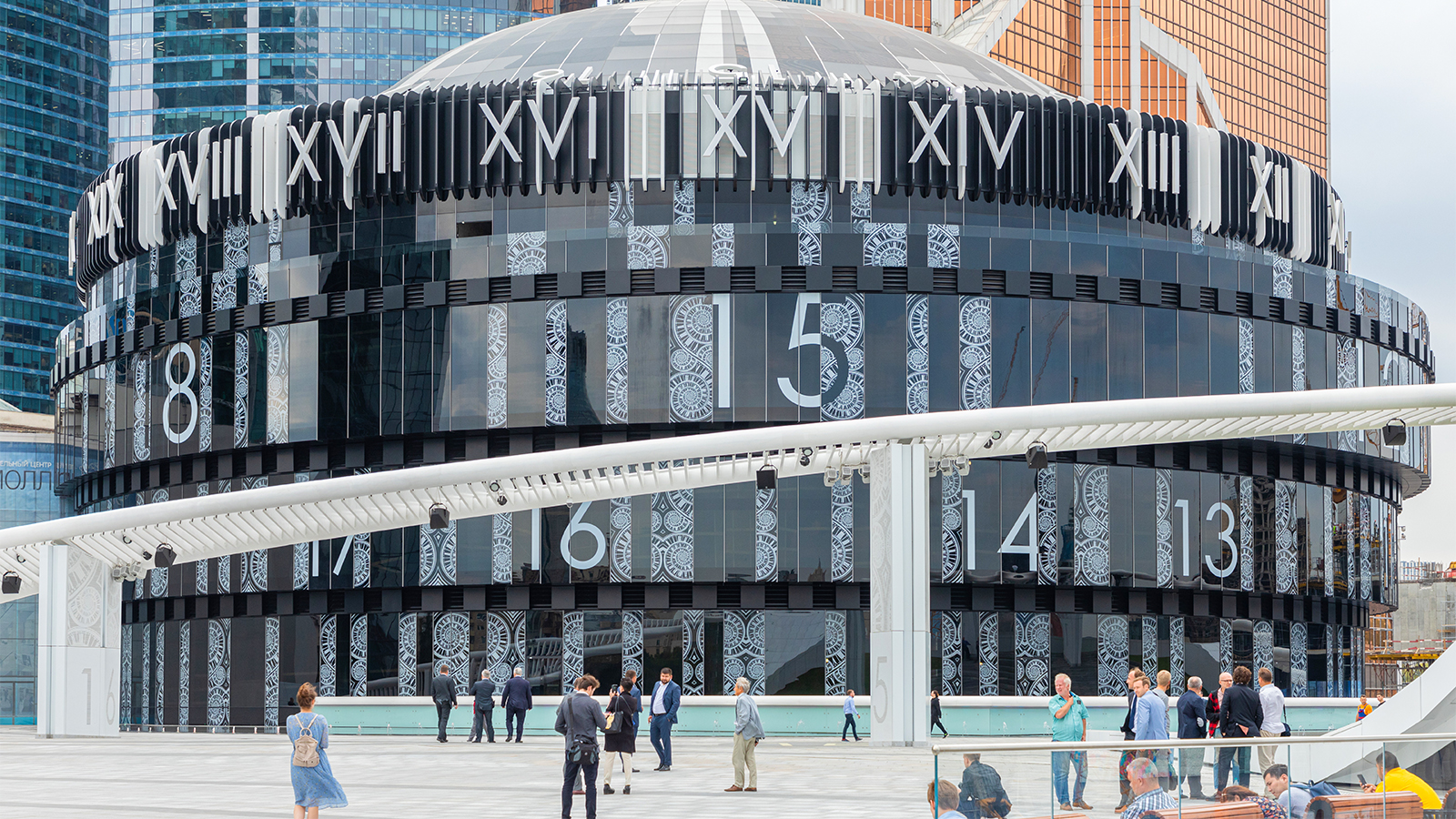
Кіноконцертний зал